# Élection présidentielle colombienne de 1986
Le 25 mai 1986, une élection présidentielle a lieu en Colombie.

## Résultats

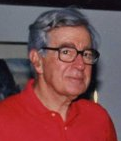
Virgilio Barco Vargas, élu président de Colombie pour la période 1986-1990.

À l'issue du scrutin, auquel prirent part 7 229 937 votants, Virgilio Barco Vargas est élu président de Colombie pour la période 1986-1990 avec 58,29 % des suffrages exprimés.
| Candidat                        | Parti                            | Voix      |
| ------------------------------- | -------------------------------- | --------- |
| Virgilio Barco Vargas           | Parti libéral                    | 4 214 510 |
| Álvaro Gómez Hurtado            | Parti conservateur               | 2 588 050 |
| Jaime Pardo Leal                | Union patriotique                | 328 752   |
| Regina Betancourt de Liska (es) | Movimiento Unitario Metapolítico | 46 811    |
| Autres candidatures             | Autres candidatures              | 1 490     |
| Votes blancs                    | Votes blancs                     | 42 205    |
| Total des votes valides         | Total des votes valides          | 7 221,818 |
| Votes nuls                      | Votes nuls                       | 8 119     |
| Total des votants               | Total des votants                | 7 229 937 |